# Alex Hofmann
Alex Hofmann, né le 25 mai 1980 à Mindelheim, est un pilote de vitesse moto allemand

## Biographie
Débutant dans les sports mécaniques en motocross, il effectue son premier grand prix lors du Grand prix d'Allemagne 1997 dans la catégorie 125 cm³ grâce à une « wild Card ». En 1998, il fait ses débuts en championnat 250 cm³, catégorie dont il obtient la même année le titre européen. 
En 2002, il fait ses premières courses en MotoGP, remplaçant tout d'abord  Garry McCoy chez le team Red Bull, puis Loris Capirossi dans le team de Sito Pons. Cela lui octroie le rôle de pilote essayeur chez Kawasaki pour la saison 2003: il dispute toutefois deux courses, terminées toutes les deux dans les points.
Kawasaki change ses deux pilotes l'année suivante et il occupe ainsi l'un des deux guidons, l'autre échouant au japonais Shinya Nakano. Après deux saisons marquées par des blessures, il rejoint Ducati dans le team satellite  D'Antin Pramac. Avec la blessure de  Sete Gibernau lors du grand prix de Catalogne, il évolue pendant deux courses avec le team officiel avant de retrouver le team satellite pour la fin de la saison.